# 近音
近音（英語：approximants; approximant consonant，前稱無擦通音）在語音學中是指一類介乎元音和輔音的聲音。發近音時，兩個發音部位彼此靠攏，組成聲腔並且收窄，但仍然有足夠空間予氣流流動，產生的湍流較弱。（如果聲腔收窄程度加劇，湍流會產生，形成擦音。）由於近音和元音相似，故此清音的近音比較少見。近音除了可以是中央輔音，亦可以是邊音。如果是邊音的近音，可以直接簡稱為邊近音。

## 近音與對應的元音
近音一般被視為輔音，因為它們比對應的元音較短促，口形亦沒有元音那麼明顯。硬顎近音與前元音對應；軟顎近音與後元音對應；圓唇的近音則對應圓唇元音。一般来讲不能和元音对应的近音则稱为流音。

## 與央元音對應的近音
雖然許多語言都有央元音[ɨ]和[ʉ]，舌頭放在前元音[i][y]和後元音[ɯ][u]的中間（也就是硬顎和軟顎之間。）但目前未有發現有語言確實有與[ɨ]和[ʉ]這兩個元音對應的近音。目前只發現在智利的馬普切語有可能有此音。馬普切語有三個閉元音[i][u][ɨ]，分別以i、u和ü表示；三者亦有對應的輔音，以y、w和q表示。y、w表示的是[j]和[w]，但q表示的音則有可能是和[ɨ]對應的輔音。亦有人認為q表示的是濁不圓唇軟顎擦音，例如liq（白色）['liɣ]

## 近音與擦音
近音在本質上可以被視為略帶擦音的特性，因為如果發擦通音時稍微用力，氣流流出時便有可能產生強勁的湍流，出現類似擦音的氣流聲音。例如英語中的yes，拉長發音時便會聽到類似擦音的嘶嘶聲。可是，普遍近音造成的湍流比擦音弱，故此將近音和擦音分開。
當近音是清音時，近音和擦音的分別就更不明顯，因為發清音的近音時，為了令聲音更易被聽出，氣流會更強，以製造湍流的聲音。例如清唇軟顎近音[ʍ]在早期的國際音標系統中是列成擦音的，只是後期才列入近音。另外在边（近）音和边擦音间也有类似的情况，如藏語中有一個清齒齦邊音[l̥]，和威爾士語中的清齒齦邊擦音[ɬ]十分相似，使用這些語言的人未必能正確分辨出兩者。
當發音部位是於口腔更後的地方時，濁擦音和濁近音聽起上來分別極小，故此沒有語言會區分者兩者的分別。國際音標也索性將這些發音部位的濁擦音和濁近音歸入同一個符號中。例如濁小舌擦音[ʁ]、浊咽擦音[ʕ]和濁會厭擦音[ʢ]三者的符號都可以用來表示相應的近音。稱呼它們為擦音只是出於習慣。
有時清聲門擦音[h]和濁聲門擦音[ɦ]也會被當作近音。但這兩個音的發音方法自成一格，不能完全歸入現有的種類下。（故此稱呼這兩個音為擦音或近音亦不完全正確。稱呼它們為擦音只是出於習慣。）

## 近音列表

### 中央近音
以下是屬中央輔音的近音：
- 雙唇近音 [β̞] （帶輔音性質的閉央圓唇元音[ʉ]；通常寫成濁雙唇擦音⟨β⟩）
- 唇齒近音 [ʋ]
- 齒近音 [ð̞] （通常寫成濁齒擦音⟨ð⟩）
- 齒齦近音 [ɹ]
- 捲舌近音 [ɻ] （帶輔音性質的日化元音[ɚ]）
- 硬顎近音 [j] （帶輔音性質的閉前不圓唇元音[i]）
- 軟顎近音 [ɰ] （帶輔音性質的閉後不圓唇元音[ɯ]）
- 小舌近音 [ʁ̞] （通常寫成濁小舌擦音⟨ʁ⟩）
- 咽近音 [ʕ̞] （帶輔音性質的開後不圓唇元音[ɑ]；通常寫成浊咽擦音<ʕ>）
- 會厭近音 [ʢ̞] （通常寫成濁會厭擦音⟨ʢ⟩）

### 邊音
以下是屬邊輔音的近音：
- 濁齒齦邊音 [l]
- 清齒齦邊音 [l]
- 捲舌邊音 [ɭ]
- 硬顎邊音 [ʎ]
- 軟顎邊音 [ʟ]

### 多於一個發音部位的近音
以下是多於一個發音部位，且國際音標中有自己的符號的近音：
- 濁圓唇軟顎近音 [w] （對應於<帶輔音性質的閉後圓唇元音[u]>）
- 清圓唇軟顎近音 [ʍ]或[w̥]
- 圓唇硬顎近音 [ɥ] （對應於<帶輔音性質的閉前圓唇元音[y]>）
- 軟顎化齒齦邊近音 [ɫ]或[lˠ]